# Ester (Alasca)
Ester é uma Região censo-designada localizada no estado americano de Alasca, no Distrito de Fairbanks North Star.

## Demografia
Segundo o censo americano de 2000, a sua população era de 1680 habitantes.

## Geografia
De acordo com o United States Census Bureau tem uma área de 167,5 km², dos quais 167,4 km² cobertos por terra e 0,1 km² cobertos por água.

## Localidades na vizinhança
O diagrama seguinte representa as localidades num raio de 48 km ao redor de Ester.